# Galeria Spectrum
La Galeria Spectrum, també coneguda com Galeria Spectrum Canon, fou una sala d'art on s'exposà obra fotogràfica, a la ciutat de Girona. Va ser fundada l'any 1980 per Ramon Panosa, Joaquim Bosch i Joan Comalat.

## Història
La Galeria Spectrum de Girona fou inaugurada el 24 d'octubre de 1980, amb seu al número 3 del carrer Nou del Teatre, i va ser dirigida per Ramon Panosa, Joaquim Bosch i Joan Comalat. El projecte fou possible, sobretot, amb l'impuls que els donaren els companys de la Galeria Spectrum de Barcelona. La galeria fotogràfica oferia al visitant rellevants exposicions i també postals, pòsters i llibres de fotografia. A l'àmbit superior de la galeria hi havia, a més, una biblioteca que era l'única que existia a les comarques gironines en l'especialització fotogràfica. La galeria es convertí en un gran referent i col·laborà en diverses mostres fotogràfiques que es dugueren a terme a La Fontana d'Or i a la Casa de Cultura de Girona.
Els objectius dels fundadors de la sala foren molt clars: la divulgació de la fotografia com a fenomen creatiu i cultural, i la recerca d'un públic que valorés i s'interessés per la iniciativa. En aquest aspecte, s'organitzaren cursets de fotografia que treballaven diverses temàtiques, com la història de la fotografia, la càmera fotogràfica, la química fotogràfica i la pel·lícula, entre d'altres. El professors que impartiren els cursos eren coneguts fotògrafs gironins, d'entre els quals els mateixos directors de la sala, o el fotògraf Josep Maria Boladeras. A la galeria exposaren nombrosos fotògrafs, com ara l'italià Franco Fontana, Agustí Centelles, Ferran Freixa, l'estatunidenca Dorothea Lange, Manel Esclusa, Quim Curbet i d'altres.
L'any 1983, després de tres anys d'intensa activitat, amb prop de trenta exposicions de trenta-cinc fotògrafs d'arreu de Catalunya, la Galeria Spectrum de Girona tancà les portes.